# Los Angeles Legends Football Club
Il Los Angeles Legends Football Club è una società calcistica femminile californiana. Milita nella W-League (Western Conference), la seconda divisione del campionato statunitense e canadese.
Disputa gli incontri casalinghi presso il "Cougar Stadium" nel campus dell'Azusa Pacific University nella città di Azuza.

## Stagione 2010-2011

### Staff tecnico
- Allenatore: Twila Kaufman
- Vice-allenatore: Kristy Kieley
- Preparatore atletico: Ali Malaekah
- Allenatore portieri: Chris Swift
- General Manager: Ramon Reid

### Rosa
| N. |                        | Ruolo | Calciatrice          |
| -- | ---------------------- | ----- | -------------------- |
| 00 | Canada (bandiera)      | D     | Kathryn Maxwell      |
| 0  | Italia (bandiera)      | P     | Anna Maria Picarelli |
| 1  | Porto Rico (bandiera)  | P     | Alicia Lugo          |
| 2  | Stati Uniti (bandiera) | C     | Brianna Kuhne        |
| 3  | Stati Uniti (bandiera) | A     | Jessica Murphy       |
| 4  | Stati Uniti (bandiera) | D     | Jackie Simon         |
| 5  | Stati Uniti (bandiera) | C     | Taylor Cochran       |
| 6  | Stati Uniti (bandiera) | C     | Ashley Flateland     |
| 7  | Norvegia (bandiera)    | C     | Madison Klovstad     |
| 8  | Stati Uniti (bandiera) | C     | Erin Brunelle        |
| 10 | Stati Uniti (bandiera) | C     | Lauryn Welch         |
| 11 | Stati Uniti (bandiera) | A     | Jennifer Williams    |

| N. |                                | Ruolo | Calciatrice       |
| -- | ------------------------------ | ----- | ----------------- |
| 13 | Stati Uniti (bandiera)         | D     | Erika Wesley      |
| 14 | Stati Uniti (bandiera)         | A     | Jocelyne Charette |
| 15 | Messico (bandiera)             | D     | Marlene Sandoval  |
| 16 | Francia (bandiera)             | D     | Amelia Mathis     |
| 17 | Stati Uniti (bandiera)         | C     | Bria Beardsley    |
| 18 | Emirati Arabi Uniti (bandiera) | C     | Salma Tarik       |
| 19 | Stati Uniti (bandiera)         | C     | Jennifer Brewer   |
| 21 | Armenia (bandiera)             | A     | Lisa Kevorkian    |
| 22 | Polonia (bandiera)             | C     | Kylie Doniak      |
| 23 | Stati Uniti (bandiera)         | C     | Lydia Cook        |
| 24 | Stati Uniti (bandiera)         | C     | Daelyn Paul       |
| 25 | Stati Uniti (bandiera)         | D     | Breanna Thornton  |
| 26 | Kenya (bandiera)               | A     | Tanya Riggins     |

## Stagioni sportive
| Anno | Divisione | Campionato   | Reg. Season  | Playoffs        |
| ---- | --------- | ------------ | ------------ | --------------- |
| 2008 | 1         | USL W-League | 6th, Western | Non qualificato |
| 2009 | 2         | USL W-League | 7th, Western | Non qualificato |